# Коррупция в Швейцарии
Коррупция в Швейцарии описывает предотвращение и возникновение коррупции в Швейцарии.
Мелкая коррупция и взятки на низком уровне — редкость, а суды в целом считаются справедливыми и беспристрастными. Очень немногие граждане Швейцарии считают, что коррупция в полиции или судебных органах широко распространена. Швейцария подписала Конвенцию ОЭСР по борьбе со взяточничеством, Конвенцию ООН против коррупции и другие международные антикоррупционные законы. Компании как правило не считают коррупцию проблемой для ведения бизнеса в Швейцарии. Тем не менее, швейцарская банковская сфера считается крайне непрозрачной, а законы о тайне позволяют уклоняться от уплаты налогов, отмывать деньги и скрывать незаконно полученные средства. Кроме того, финансирование политических партий плохо регулируется и открыто для злоупотреблений.

## Масштабы

### В органах власти
В Швейцарии существует правовая база для борьбы с коррупцией, и несколько органов власти отвечают за сдерживание ее уровня, особенно когда речь идет о коррупции в швейцарских финансовых учреждениях. Некоторые источники свидетельствуют об эффективности борьбы с коррупцией в стране. Однако усилия по борьбе с коррупцией, особенно в отношении финансирования политических партий, были охарактеризованы как неудовлетворительные.
Группа государств по борьбе с коррупцией Совета Европы (ГРЕКО) в своем отчете об оценке отметила особенности институтов Швейцарии, которые пользуются значительным доверием общества. Однако в нем подчеркивается, что сама организация системы позволяет оказывать тонкое давление на политиков и судебные органы.
Согласно Индексу восприятия коррупции, составленному Transparency International в 2018 году, Швейцария занимает 3-е место среди 180 стран мира по уровню коррупции. В отчете за 2020 год Transparency International отметила, что в Швейцарии существуют проблемы с политическим финансированием, защитой информаторов и борьбой с отмыванием денег.
Согласно данным Барометра мировой коррупции Transparency International 2013, 58 % опрошенных домохозяйств считают, что за последние два года уровень коррупции не изменился, а 28 % полагают, что он фактически вырос. Тот же опрос также показывает, что политические партии считаются самым коррумпированным институтом в Швейцарии.
Полиция и суды в целом открыты и справедливы, взяточничество и коррупция практически отсутствуют. Сообщалось о случаях применения чрезмерной силы, длительных задержаний и злоупотреблений в отношении мигрантов или лиц, ищущих убежища. В некоторых случаях сотрудники полиции были приговорены к условным срокам или штрафам за применение чрезмерной силы при задержании.

### В сфере бизнеса
Что касается бизнеса и коррупции, то компании не считают коррупцию проблемой для ведения бизнеса в Швейцарии, а швейцарские компании активно занимаются вопросами корпоративной социальной ответственности, которые в целом соответствуют Руководству ОЭСР для многонациональных предприятий.
Однако швейцарская система также позволила некоторым типам организаций работать практически без прозрачности и надзора, например, организациям, связанным с торговлей сырьевыми товарами. Например, Международные спортивные организации (ISO) могут иметь юридический статус международной неправительственной организации. Воодушевленные полученными юридическими и налоговыми привилегиями, около 50 таких ISO базируются только в кантоне Во.

### В банковской сфере
В 2018 году организация Tax Justice Network назвала банковский сектор Швейцарии «самым коррумпированным» в мире из-за большой оффшорной банковской индустрии и очень строгих законов о тайне. Эти законы позволяют отмывать деньги и скрывать незаконно полученные средства. В рейтинге Tax Justice Network делается попытка определить, насколько правовые системы страны способствуют отмыванию денег и защите доходов, полученных коррупционным путем. Тем не менее, базирующаяся в Берлине организация Transparency International поставила Швейцарию на 3-е место в мире среди наименее коррумпированных стран. Кроме того, Transparency International — это немецкая добровольная ассоциация, основатели которой сами имеют тесные связи с банковским сектором Швейцарии.